# Circuito Brasileiro de Voleibol de Praia Feminino Sub-21 de 2016
O Circuito Brasileiro de Voleibol de Praia Sub-21 de 2016, também chamado de Circuito Banco do Brasil de Vôlei de Praia Sub-21, foi a décima quarta edição da principal competição nacional de Vôlei de Praia na categoria Sub-21 na variante feminina, iniciado em 12 de fevereiro de 2016.

## Resultados

### Circuito Sub-21
| Evento                                                                 | Ouro                                 | Prata                                | Bronze                              | Quarto lugar                         |
| 1ª Etapa Saquarema, Rio de Janeiro 12 a 14 de fevereiro de 2016.       | Vitória Rodrigues Giovanna Gonçalves | Victória Tosta Taís Estéfani         | Verena Figueira Talita Simonetti    | Kyce Mikaele Milena Pâmela           |
| 2ª Etapa Jaboatão dos Guararapes, Pernambuco 10 a 12 de junho de 2016. | Vitória Rodrigues Giovanna Gonçalves | Victória Tosta Taís Estéfani         | Verena Figueira Teresa Cavalcanti   | Andressa Cavalcanti Layane Silvestre |
| 3ª Etapa Rio de Janeiro, Rio de Janeiro 1 a 4 de setembro de 2016.     | Victória Tosta Taís Estéfani         | Vitória Rodrigues Giovanna Gonçalves | Monique Rossato Nicolly Bittencourt | Verena Figueira Amanda Nunes         |
| 4ª Etapa Palmas, Tocantins 29 de setembro a 2 de outubro de 2016.      | Victória Tosta Taís Estéfani         | Vitória Rodrigues Giovanna Gonçalves | Verena Figueira Talita Simonetti    | Monique Rossato Nicolly Bittencourt  |